# Индипендънс (самолетоносач, 1942)
Индипендънс (на английски: USS Independence (CVL-22)) е лек самолетоносач на ВМС на САЩ от времето на Втората световна война. Главен кораб на едноименния проект самолетоносачи.

## История на създаването
Заложен е на 1 май 1941 г. като лек крайцер от типа „Кливланд“ (на английски: Cleveland) с името „Амстердам“ (на английски: Amsterdam (CL-59)). На 10 май 1942 г. е прекласифициран на самолетоносач и тогава е преименуван на „Индипендънс“. Спуснат на вода на 22 август 1942 г. В строй от 31 август 1943 г.

## История на службата

### Втора световна война
Пристига на театъра на военните действия с авиогрупата CVGL-22. Участва в рейдовете срещу остров Минамитори (31 август 1943 г.), остров Уейк (5 – 6 октомври 1943 г.), Рабаул (11 ноември 1943 г.). Подсигурява десанта на островите Гилбърт (13 – 20 ноември 1943 г.).
На 20 ноември 1943 г. е повреден от попадение на торпедо, пуснато от японски самолет G4M „Бети“. Взривът е в кърмовата част по десния борд. Наводнени са кърмовите машинно и котелно отделения, скоростта му пада до 13,5 възела. Загубите сред екипажа са 17 души убити и 43 ранени. Изпратен е в САЩ за ремонт.
Връща се през август 1944 г. с авиогрупата CVGL-41. Подсигурява стоварването на десанти в Западните Каролински острови (28 август – 24 септември 1944 г.), извършва рейд срещу островите Рюкю, Формоза и Лусон (10 – 19 октомври 1944 г.). Прикрива десантни операции (20 октомври – 27 ноември 1944 г.), участва в битката в залива Лейте (23 – 26 октомври 1944 г.).

На 25 ноември е леко повреден вследствие падането на американски самолет.

Нанася удари срещу летищата на островите Формоза, Рюкю, Лусон, в Индокитай и Хонконг (30 декември 1944 – 22 януари 1945 г).
След ротацията на авиогрупата (на 13 март 1945 г. взема на борда CVGL-46) извършва рейд срещу Токио и военноморската база Куре (14 – 19 март 1945 г.). След това участва в бомбардировката над японските летища на островите Окинава, Рюкю и Кюсю (23 – 31 март 1945), прикрива десантната операция на Окинава (8 април – 13 юни 1945 г.).
На 1 юли 1945 г. става замяна на авиагрупата. Самолетите CVGL-27 нанасят удари по Токио, Кобе, Нагоя, Куре, Майдзуру, остров Хокайдо (10 – 18 и 24 – 30 юли, 9 – 15 август 1945 г.).
Всичко за времето на войната изтребителите на „Индипендънс“ свалят 78 японски самолета.

### Следвоенно време
Изваден от състава на флота на 28 август 1946 г. Използва се като кораб-мишена при изпитанията на атомно оръжие при атола Бикини. Остава на вода, през юни 1947 г. е отбуксиран в Сан Франциско.
Потопен е на 29 юни 1951 г. при изпитания на нови видове оръжие.

## Коментари
1. ↑  Буквите показват принадлежността към определен класː ВВ – линкор, СС, CL, СА – съответно линеен, лек или тежък крайцер, CV – самолетоносач, DD – разрушител, SS – подводница и т.н.